# عالم ميراكولوس نيويورك: يونايتد هيروز
عالم ميراكولوس نيويورك: الأبطال المتحدون (بالفرنسية: Miraculous World: New York، les Héros Unis)‏ هي رسوم متحركة فرنسية خاصة لعام 2020 من مسلسل ميراكيولوس: مغامرات الدعسوقة والقط الأسود، من إخراج توماس أستروك وإنتاج جيريمي زاغ في شراكة مع شركة والت ديزني وتي أف 1. عرض لأول مرة في 25 سبتمبر 2020 في الولايات المتحدة على قناة ديزني ثم بث بعد يوم على قناة ديزني فرنسا. بث لاحقًا في فرنسا بواسطة محطة تلفزيون تي أف 1 في 18 أكتوبر 2020.

## القصة
تبدأ الحلقة حيث تقاتل الدعسوقة والقط الأسود مع مستر بيجون للمرة الواحدة والخمسين، الشرير وكل حمامه الذي يحمل برج إيفل إلى السماء بقصد الاستيلاء على القمر، «حيث لا يمكن لأحد أن يسمع سجعهم». يستخدم الدعسوقة والقط الأسود قوتهما الفضائية لمطاردته. تقوم آليا سيزير بتوثيق المعركة من الأرض، وتطلق على الأبطال دعسوقة الكون وقط الفضاء بأشكالهما الفضائية. بعد أن يتم التخلص من الشرير في المكتب الموجود أعلى برج إيفل، يعطي القط الأسود للدعسوقة وردة صفراء ترمز إلى الصداقة. رفضتها في البداية ثم أكدت له أنه لا يتعين عليه منحها الزهور لأنه أفضل شريك على الإطلاق.
للاحتفال بالصداقة بين فرنسا والولايات المتحدة، يسافر فصل مارينات إلى مانهاتن، مدينة نيويورك. لسوء الحظ، لن تتمكن الأنسة  بوستييه من الذهاب، لأنها علمت للتو أنها حامل. بينما يسعد الجميع من أجلها، ينزعج الطلاب على الفور عندما يكتشفون أن السيدة مندلييف سترافقهم بدلاً منها. لا يتردد الطلاب في الشكوى من عدم إعجابهم بها، الأمر الذي سمعته السيدة منديلييف. الجميع متحمس لهذه الرحلة. ومع ذلك، فإن إدريان متأكد من أن والده سيرفض السماح له بالرحيل وسيتوجب عليه البقاء بمفرده في باريس مع ليلى، تعلن مارينات عن نيتها التحدث إلى والد إدريان وإقناعه بالسماح لـإدريان بالسفر معهم.
في هذه الأثناء في قصر أغريست، يرى غابريل أغريست مقطع فيديو لقلادة قدمها ماركيز دي لافاييت إلى جورج واشنطن خلال الحرب الثورية الأمريكية، وأدركت ناتالي وغابريل قد تكون الميراكولوس المفقودة ميراكولوس النسر. المحادثة أزعجها جرس الباب، يرى غابريل من خلال كاميراته الأمنية زملاء من صف إدريان. عندما تأتي مارينات للتحدث معه حول السماح لإدريان بالذهاب في رحلته إلى نيويورك، فإنه لا يتردد في السماح له بالذهاب. نظرًا لأن غابريل سيذهب سرًا إلى نيويورك لأخذ ميراكولوس النسر، فلن يضطر للقلق بشأن شرح غيابه، وسيكون قادرًا على مراقبة إدريان. تسعد مارينات وزملاؤها الآخرون حقًا لأنهم يعتقدون أن مارينات هي السبب في أن غابريل سمح لأدريان بالذهاب إلى نيويورك.
أثناء عودة مارينات إلى المنزل، تشعر تيكي بالقلق بشأن لو ظهر شرير في باريس فتخبر مارينيت تيكي أنها لديها فكرة. تحسبا لرحيلها، تطلب الدعسوقة من القط الأسود مراقبة باريس لكنها لم تحدد سبب غيابها. لقد أعطت القط الأسود جهازًا يمكنه الإشارة إليها للعودة إلى المنزل فورًا إذا كانت هناك مشكلة، وعليه أن يأخذ المهمة على محمل الجد. يقبل القط الأسود ذلك دون ان يعرف له أن والده لديه خطط للذهاب إلى نيويورك. بعد أن اكتشف أنه يستطيع الذهاب في الرحلة، لا يعرف إدريان ما يجب القيام به؛ يريد أن يذهب مع أصدقائه، لكن الدعسوقة وضعت ثقتها فيه لمراقبة باريس. بعد بعض الإقناع من بلاغ، قرر إيدريان في النهاية التخلي عن باريس لمرافقة أصدقائه.
عند صعودهم إلى الطائرة، شعرت مارينات بالذهول عندما علمت أنها ستجلس بجانب أدريان. مع العلم أنها لن تكون قادرة على التعامل مع الجلوس بجانب أدريان عاطفيًا لعدة ساعات، تحاول الحصول على مقعد جديد، لكن الآنسة منديليف ترفض. لكن بعد سماع أن الآنسة بوستي كانت ستوافق، أعطت السيدة منديليف لمارينات مقعدها الخاص. أثناء الرحلة بينما كان معظم الركاب نائمين، شاهدت مارينات وأدريان غروب الشمس من خلال النافذة، وشكر أدريان مارينات على إقناع والده بالسماح له بالذهاب إلى نيويورك. تعرضت الطائرة للهجوم فجأة من قبل شرير خارق أميركي «تيكنو بايرت»، لكن الأبطال الخارقين الأمريكيين ماجستيا، نايت آول، أنكاني فالي، وسبارو أنقذوا الوضع.
الطائرة تهبط بسلام في مانهاتن. الطلاب يأخذون في المشاهد؛ وهم يحضرون حفلة على السطح، يستضيفها طلاب مدرسة ثانوية آرمسترونغ الذين يحضرون أيضًا نفس الرحلة الميدانية مع الطلاب الفرنسيين، بعد حظر التجول ودون إذن من السيدة منديليف التي كانت قد أمرت في وقت سابق من ذلك المساء بإطفاء الأضواء بشكل صارم. في اليوم التالي، يزور الطلاب الفرنسيون والأمريكيون متحفًا، لاحظت إيون وجيس علاقة مارينات وإدريان وارادتا المساعدة في هذه الأثناء، يقوم هوك موث بإصابة تكنو بايريت بالأكومة أثناء نقله إلى السجن ويصبح تكنولايزر ويرسله لسرقة سيف ماركيز دي لافاييت. أثناء اقتحام تكنولايزر للمتحف، يتلقى إدريان تحديثًا إخباريًا على هاتفه، قائلًا إن روبوستوس ينشر الفوضى في باريس. يتساءل أدريان كيف يمكن أن يكون الأمر ممكننا ققد أحضر ماكس ماركوف معهم إلى نيويورك. استنتجت مارينات على الفور أنه كان لابد أن يكون وحش مشاعر أنشأته مايورا.
يحاول الأبطال الأربع إخضاع تكلونلايزر. تحاول سبارو طلب نسخة احتياطية، لكن تكلونلايزر يلحق الضرر بجهاز الاتصال الخاص بها. لا تهتم سبارو لفترة طويلة، مع ذلك، معتبرة ذلك على أنه فرصة لها ولأنكاني لإثبات نفسيهما. في هذه الأثناء، كانت خطة هوك موث الحقيقية ناجحة بينما كان الأبطال منشغلين في قتال تكنولايزر، كان قادرًا على الدخول وسرقة ميراكولوس النسر دون معارضة. تمكن الأبطال من الحصول على اليد العليا، ويعتذر القط لـلدعسوقة لعدم إخبارها أنه سافر بدون إذنها. تفرر بغضب ألا تثق به أبدًا منذ أن غادر باريس بلا حماية. يصاب القط بالذهول من هذه الكلمة، بينما يتم تشتيت انتباهه، يمسك به تكنولايزر ويرمي به ويدمر عن طريق الخطأ أنكاني بكارثة خاطئة. تكتشف ماجيستيا ذلك وتصرخ بقوة قائلة «لااااااااااااااا» أثناء الطيران من ثم قامت بلكم تكنولايزر، مما جعله يحطم العديد من المباني.
ثم تبكي ماجيستيا على ابنتها. تستخدم الدعسوقة «الدعسوقة ميراكولوس» لإنقاذها، لكن نايت آول يغضب ويوقف سبارو لمخالفتها البروتوكول ويطالب الأبطال الفرنسيين بتسليم مصدر طاقتهم (الميراكولوس). يهرب الاثنان إلى المجاري، حيث تنهار الدعسوقة وهي تبكي بعد أن علمت أنهما استغرقا وقتًا طويلاً فقد تحطمت باريس من قبل وحش مشاعر روبوستوس؛ وبما أن مايورا قد دمرت بالفعل وحش المشاعر، لم تستطع إصلاح الضرر. القط الآن مكسور ويشعر بالذنب بسبب جميع الأخطاء التي ارتكبها وترك الدعسوقة ثم، يعيد الميراكولوس كتكفير عن إخفاقاته، تاركًا الدعسوقة وحيدة. 
بعد التخلص من تيكنو بيريت والتقاطه والعودة إلى غرفته في الفندق، يختبر غابريل القلادة، ولحسن الحظ، فهي في الواقع، ميراكولوس النسر.
أوليمبيا وبربرا، يعيدان إيون وجيس إلى الفندق ويوبخانهما لارتكابهما أخطاء في وقت سابق.
هوك موث مرة أخرى يصيب تكنو بايريت ويعطيه ميراكولوس النسر فوق ذلك.
في هذه الأثناء، يجلس الطلاب بينما مارينات وإدريان خارج الفندق. توقفت سيارة، وفي الداخل عبر الدردشة المرئية، هناك غابريل أغريست، الذي أخبر أدريان بركوب السيارة وأنه كان يجب ألا يسمح له أبدًا بالحضور إلى نيويورك. يخبر إدريان مارينات أنه كان يود البقاء مع صديقة مثلها ثم يركب السيارة ويذهب بعيدًا. تسأل آليا مارينات إذا كانت على ما يرام حقًا بترك أدريان يغادر. تحاول مارينيت أن تجادل بأن إدريان اتخذ قراره، لكن آليا تجادل بأن مشاعر مارينات لا تقل أهمية. لذا مارينات تجري خلف إدريان، تبكي من أجله ليعود، وبينما هي تتعثر، اعترفت باكية بأنها تحبه.
في تايمز سكوير، يستخدم تكلونلايزر الذي أصبح الآن ميراكلونايزر قوة النسر في التحرير لتحرير الأبطال الأمريكيين من قيودهم الأخلاقية، مما دفعهم إلى الهياج. مع إعاقة الأبطال، يستخدم ميراكولونايزر تقنيته لعرض رسالة هوك موث عبر كل شاشة في مانهاتن، ويطلب من الدعسوقة والقط والأسود تسليم الميراكولوس خاصتهم .
تذهب أنكاني، القادرة على معرفة هويات الآخرين، لطلب مساعدة من الدعسوقة والقط بينما تحاول سبارو احتواء الأزمة. تعثر أنكاني على مارينات وتعطيها ميراكولوس القط ثم تذهب لإعادته إلى إدريان. في البداية، كان إدريان مترددًا، لكن أنكاني أعادت تشغيل تسجيل لمارينات تقول إنها لا يمكنها أن تكون الدعسوقة بدونه.يتشجع إدريان ويتحول إلى القط الأسود مرة أخرى ويطير إلى نيويورك مع أنكاني لكنه يلاحظ أنه كان عليه العودة قبل هبوط الطائرة.
بمجرد لقاء القط وأنكاني مع الدعسوقة وسبارو، توصلوا إلى خطة للتلاعب بدورمان لمساعدتهم على التسلل إلى تمثال الحرية، حيث ينتظر ميراكولونايزر إطلاق صاروخ بناءً على أمر هوك موث إذا لم يستسلم الدعسوقة والقط الأسود .
لقد تمكنوا من الحصول على ميراكولوس النسر، وتصبح سبارو الآن إيجل وتستخدم قوتها لتبديد آثار استخدام ميراكولونايزر لتحرير الأبطال . تمكن الشرير من إطلاق الصاروخ، لكن ماجستيا أوقفته ودمرته.
يهزم الأبطال الأربعة الصغار ويخرجون من لعبة تكنو بايريت ويعيدون كل شيء إلى طبيعته. تطلب الدعسوقة من إيجل الإحتفاظ بميراكولوس النسر لانها تعلم أنها ستحميه. تهنئ ماجيستيا ونايت آول رعاياهم ويعترفون أنه يجب عليهم منحهم المزيد من الحرية للنمو.
يستمتع الطلاب الفرنسيون والأمريكيون بالمهرجان الكبير وعرض الألعاب النارية في اليوم الأخير من رحلتهم وفي هذه الأثناء في باريس، بدأت أعمال الإصلاح. يدرك هوك موث أن هناك المزيد من الميراكولوس المفقودة يمكنه السفر حول العالم للحصول عليها.
بعد عودة الأبطال الفرنسيين إلى ديارهم، كانت أنكاني وإيجل على وشك نصب كمين لمجموعة من المجرمين في أحد الأزقة قبل ظهور رجل غريب وهو في الواقع حارس صندوق الميراكولوس الأمريكي الأصلي ويطلب إعادة ميراكولوس النسر. تقترح إيجل أنه بدلاً من ذلك، يجب أن يساعدهم في بدء جيل جديد من الأبطال في نيويورك. على الرغم من أن إجابته لا تزال غير معروفة، يبدو أن الرجل مفتون حقًا بالفكرة.

## طاقم العمل

### الشخصيات الرئيسية
- مارينات دوبان-تشينغ/الدعسوقة/دعسوقة الكون
- إدريان أغريست/القط الأسود/قط الفضاء
- غابريل أغريست/هوك موث
- تيكي
- بلاغ
- نورو
- ليري
- جيسيكا كينز/سبارو/إيجل[7]
- إيون/أنكاني فالي[8]
- أوليمبيا هيل/ماجيستيا[9]
- بربرا كينز/نايت آول
- دين غايت/دورمان
- آليا سيزار

### الشخصيات الثانوية
- نينو لاهيف
- مستر بيجون
- كالين بوستي
- السيد داموكليس
- كلوي بورجوا
- جوليكا كوفين
- روز لافيانت
- ميلان هابرل
- أليكس كوبدال
- صابرينا رينكومبريكس
- ماكس كانتي
- ماركوف
- ناثانيل كرتسبورغ
- كيم
- إيفان برول
- ليلى روسي
- للآنسة مانداليف
- إميلي أغريست
- لوكا كوفين
- كاغامي تسوروغي
- ديلمار
- وحش مشاعر روبوستوس
- ناديا شاماك
- كلارا كونتارد
- ناتالي سونكور
- حارس إدريان الشخصي
- كاملا هومبي/فيكتوري
- سنوفلايك
- هوريكاين
- ماركوري
- ستينغ
- الوكيل الأحمر
- الوكيل الأزرق
- الوكيل أصفر
- ثرون
- حاملة ميراكولوس النسر الصينية القديمة (في صورة)
- جوستاف إيفل (تمثال شمع)
- جيلبيرت دو موتيفي (في صورة)
- جورج واشنطن (في صورة)
- هوت دوغ دان
- هولواغرام سوليتود
- مونك
- كاش
- مدنيون
- طلاب
- حراس
- حمام

## النسخة العربية
- تمت دبلجة النسخة العربية من عالم ميراكولوس نيويورك يونايتد هيروز في أستوديو تنوير
- تم إخراج الحوار على يد ادهم سيد وترجمته على يد هدى فرانسيس

### الأداء الصوتي
- مارينت/الدعسوقة - أية حمزة
- إدرين أغريست/القط الأسود - زياد الشريف
- غابريل أغريست/هوك موث - محمد اشرف
- تيكي - نهى قيس
- بلاج - شهاب إبراهيم
- ليري - ريهام زيدان
- جيسيكا/إيجل - هدير مصطفى
- سبارو - معتز الشاذلي
- إيون/أنكاني فالي - دارين هاني
- أوليمبيا/ماجيستيا - هايدي عبد الخالق
- بربرا - سالي عبد الوهاب
- نايت آول - صلاح بجاتو
- دين غيت/دورمان - هشام الشاذلي
- تكنوبايريت/تكنولايزر/مراكلونايزر - أحمد أبو عبيرة
- آليا سيزار - سالي قنديل
- مستر بيجون - هشام الشاذلي
- الآنسة بوستي - هايدي عبد الخالق
- ليلى - شروق الشريف
- كيم - أدهم سيد
- أليكس - نهى قيس
- روز - نهى قيس
- كلوي بورجوا - لوما صبري
- نينو - عمرو العباسي
- ناتالي - دعاء رياض
- كاغامي - أميرة عامر
- لوكا - هشام هاني
- الآنسة ماندليف - آسيا النابلس
- صابرينا - لبنى شاهين
- ناديا شاماك - رياض آسيا
- كلارا كونتارد - روان الشريف
- كاملا هومبي/فيكتوري - ليليان الشربيني